# Mélanie de Vroom
Mélanie Rose de Vroom (Leiden, 1952) is een Nederlands beeldhouwer.

## Leven en werk
De Vroom studeerde aan Academie voor Beeldende Kunsten Sint-Joost (1971-1976) in Breda. In de jaren 70 maakte ze studiereizen naar Pietrasanta en Carrara in Italië, waar ze leerde werken met marmer. Ze volgde in 2000 een opleiding tuin- en landschapsarchitectuur aan de Hogeschool Larenstein in Velp. De Vroom is vooral steenbeeldhouwer, ze maakt beelden met geometrische vormen en architecturale elementen in marmer en hardsteen. Ze verwijst daarbij geregeld naar de geschiedenis in het algemeen en de geschiedenis van de omgeving van haar werken.
Mélanie de Vroom is lid van de Nederlandse Kring van Beeldhouwers. Ze exposeerde tijdens tentoonstellingen in binnen- en buitenland. In 1987 nam zij op uitnodiging van de gemeente Amersfoort deel aan een symposium in park Randenbroek, waarbij zij en de beeldhouwers Kees Buckens, Hans Leutscher, Gerard van Rooy, Jerome Symons, Wim Tap, Jan Timmer en Tony van de Vorst zes weken lang onder het toeziend oog van het publiek werkten. De geproduceerde werken werden door de gemeente aangekocht.

## Enkele werken
- 1987 Zonder titel, Holkerweg, Amersfoort.
- 1987 Zonder titel, Nanningh Keyserstraat/Munnikenland (bij dorpshuis), Sleeuwijk.
- 1989 Don’t think too much, eiland Paarlemoer in Rhoon. In 2008 aangekocht door de gemeente Albrandswaard.
- 1991 Vluchten in stilzwijgen,[7] Brielle. Gemaakt in 1991, in 1994 aangekocht door de gemeente Brielle.
- 1992 Zonder titel, Gen. Eisenhowerweg/Durendaelweg, Berkel-Enschot. Elementen in het werk verwijzen naar de torens en de ploeg uit het wapen van Berkel-Enschot.[8]
- 1993 Ringoven, park Ekenstein, Appingedam.[9]
- 1993 Zonder titel, Arendsplein, Oosterhout.
- 1998 Het verleden zichtbaar maken, Kortenaerplein, Amsterdam.[10]
- 2002 vijf geëmailleerde borden in woonwijk De Wijngaert II in Haaren, met tekst en kaartfragmenten aan de ene zijde en foto's van Martien Coppens aan de andere zijde.
- ontwerp open ruimtes in De Horzak, Oss.[11]

## Galerij

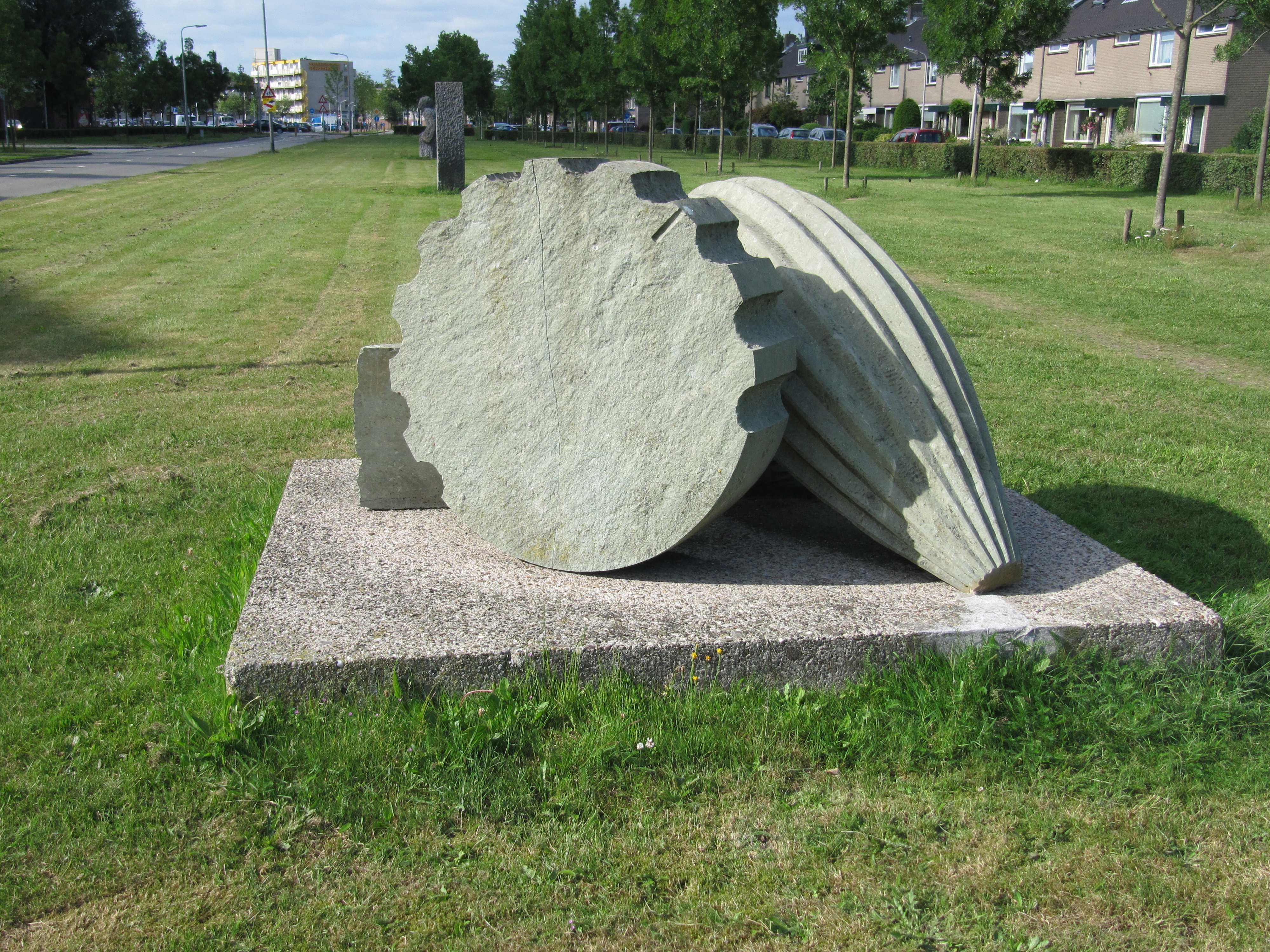
Zonder titel (1987), Amersfoort
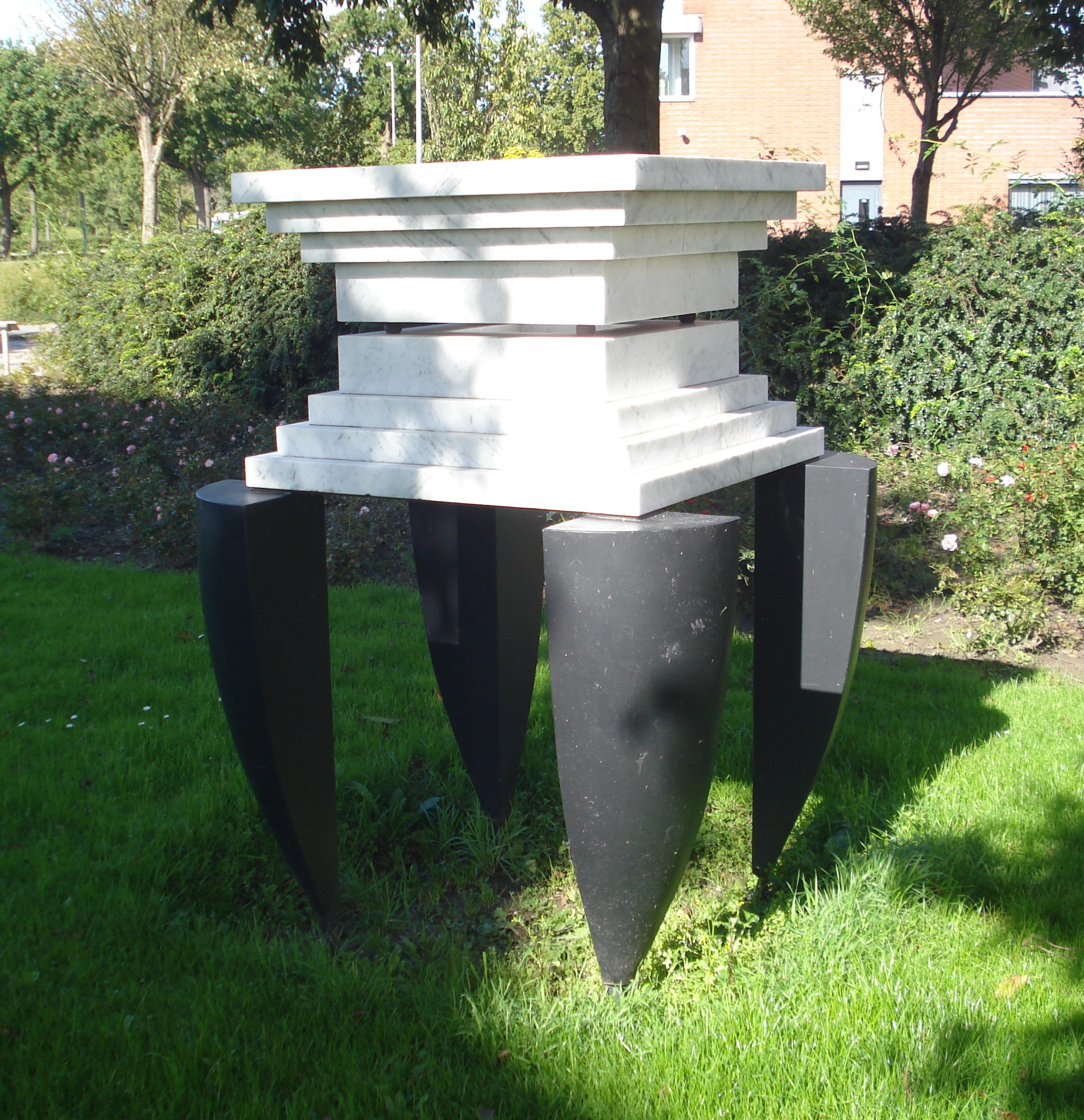
Vluchten in stilzwijgen (1991), Brielle